# SKAWINSKI GmbH
Die SKAWINSKI GmbH ist ein österreichisches Unternehmen im Bereich Informationstechnologie mit Sitz in Eichgraben (Niederösterreich). Das 2022 gegründete Unternehmen erbringt IT‑Dienstleistungen für Geschäfts- und Privatkunden, darunter automatisierte IT‑Lösungen, Cloud‑Services und Supportleistungen. Gründer ist der Informatiker Robert Skawinski (geb. 1991). 

### Geschichte
Die Gesellschaft wurde 2022 gegründet. Gewerberechtlicher Geschäftsführer ist Robert Karl Skawiński. Das Unternehmen ist im österreichischen Firmenbuch unter der Nummer FN 582505a eingetragen; zuständiges Firmengericht ist das Landesgericht St. Pölten. 

### Tätigkeitsprofil
Zum Leistungsspektrum zählen Beratungsleistungen und operative IT‑Services wie Netzwerkplanung und ‑management, Virtualisierung, Rechenzentrums‑ und Cloud‑Dienste (einschließlich Datensicherung und ‑verwaltung), IT‑Sicherheitslösungen sowie Schulungen. Für Privat‑ und Geschäftskunden bewirbt das Unternehmen zudem automatisierte IT‑Lösungen. 

### Sitz
Der Unternehmenssitz befindet sich in Eichgraben, Niederösterreich. 